# ديفيد إم. بوتس (سياسي)
ديفيد إم. بوتس هو محامي وقاضي وسياسي أمريكي، ولد في 12 مارس 1906 في نيويورك في الولايات المتحدة، وتوفي في 11 سبتمبر 1976 في برونكسفيل في الولايات المتحدة. نشط حزبياً في الحزب الجمهوري. وقد انتخب عضو مجلس النواب الأمريكي ‏.